# Santé publique

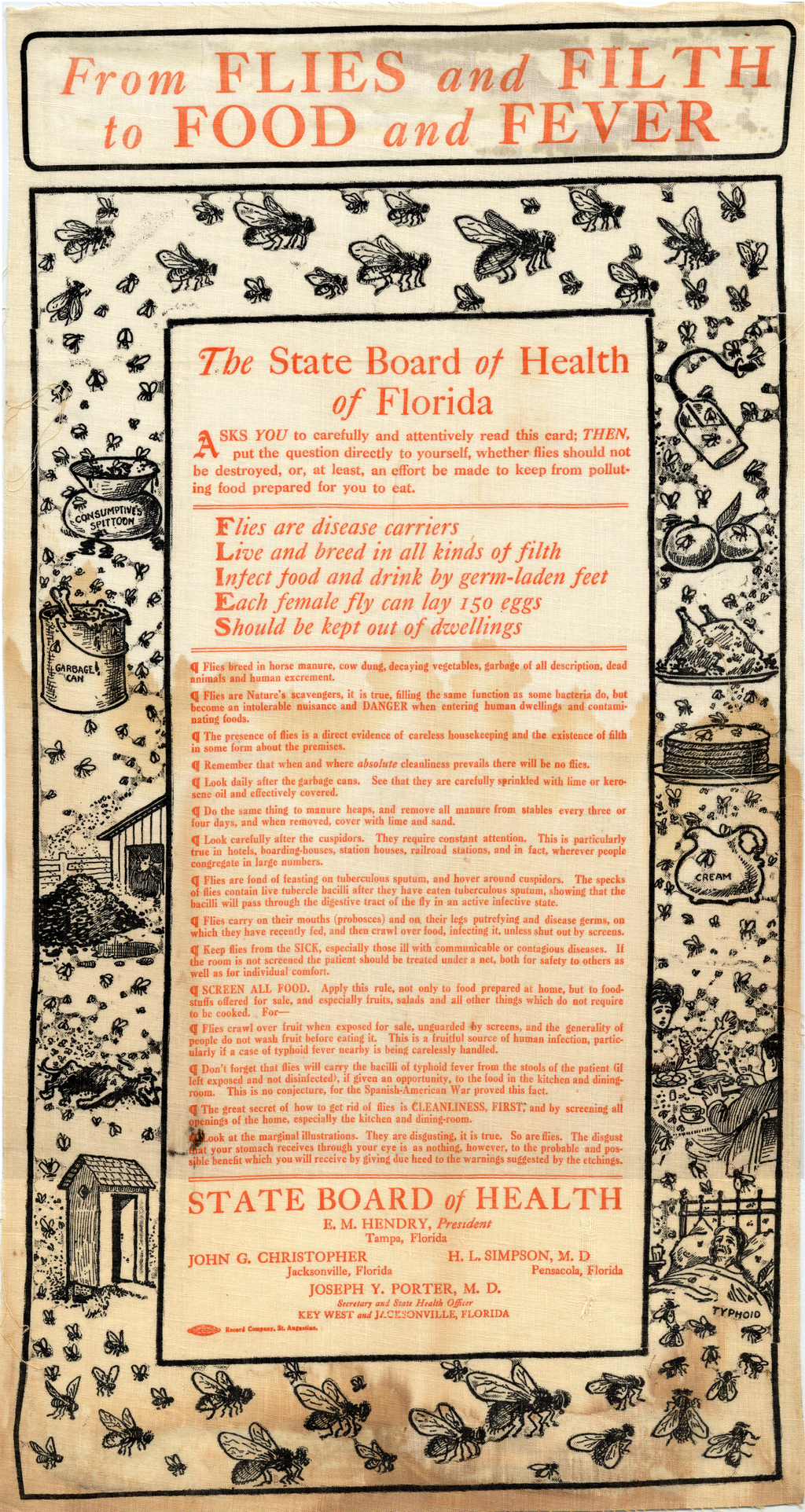
From FLIES and FILTH
to FOOD and FEVER
En français :
Des MOUCHES et de la SALETÉ
à la NOURRITURE et à la FIÈVRE
Affiche publiée par le State Board of Health (Commission d'État sur la Santé) de la Floride en 1916.

La santé publique peut être définie comme « l'étude, d'une part, des déterminants physiques, psychosociaux et socioculturels de la santé de la population et d'autre part des actions en vue d'améliorer la santé de la population », ou encore comme des « activités organisées de la société visant à promouvoir, à protéger, à améliorer et, le cas échéant, à rétablir la santé de personnes, de groupes ou de la population entière ».
Cette définition s'entend sur la population humaine. Une nouvelle conception « one health », « une seule santé », qui s'applique à l'ensemble des populations animales, végétales et leurs interconnexions complexes avec l'environnement, émerge depuis les années 2000 et permet une approche plus globale de la santé notamment publique. Peu de sources en parlent,,.
C'est aussi l'intitulé d'un diplôme d'études spécialisées de la discipline médicale dont la validation permet aux docteurs en médecine d'obtenir une qualification en santé publique et d'exercer dans ce champ disciplinaire.
La santé publique se démarque de la médecine essentiellement sur deux plans :
1. Elle met davantage l'accent sur la prévention que sur les traitements curatifs ;
2. Elle développe une approche de population, plutôt que de s'intéresser individuellement aux problèmes de santé des personnes, ce qui se traduit notamment par l'adjonction de compétences qui relèvent des sciences humaines et sociales et notamment de la sociologie, du droit,de l'économie et de la psychologie. Cette approche populationnelle peut par ailleurs s'exprimer, selon les pays, par l'expression d'une politique publique spécifique : la politique de santé publique[7].

## Histoire

Inhumations de masse à Tournai au cours de la seconde pandémie de peste (Peste noire ; 1346-1353). Miniature réalisée à partir des "Chroniques de Gilles Le Muisit" (1272–1352) par l'enlumineur Piérart dou Tielt. Bibliothèque royale de Belgique, MS 13076-77

Dès les premières civilisations, les Hommes ont cherché à vivre sainement et ont combattu les maladies. Les définitions d’un mode de vie « sain » ainsi que les méthodes suivies pour l’atteindre ont évolué avec les cultures médicales, religieuses et philosophiques des communautés, mais aussi en fonction des ressources qui étaient à leur disposition et de l’évolution de leurs conditions de vie. Si certaines sociétés ont aujourd’hui la réputation de ne pas avoir été soucieuses ou attentives à l’hygiène,,, c’est surtout parce que nos outils modernes (bio-indicateurs, outils immunologiques et statistiques) ne permettent pas l’étude des réponses que ces sociétés ont apporté aux risques sanitaires.
La santé publique n’est en aucun cas née en Europe et n’émerge pas non plus dans le sillage de la révolution industrielle. Des mesures préventives liées aux risques sanitaires sont attestées dans presque toutes les communautés qui ont laissé une trace dans l’histoire. En Asie du Sud-Est par exemple la médecine Ayurvédique, et par la suite le bouddhisme, ont préconisé l’adoption de régimes alimentaires, de conduites sexuelles et de modes d’organisation des activités qui devaient permettre d’atteindre l’équilibre, tant au niveau individuel que communautaire. Cette notion d’équilibre est également très présente dans la médecine traditionnelle chinoise,. De nombreuses cités établies par les civilisations précolombiennes d’Amérique du Sud (comme les Mayas ou les Aztèques par exemple) ont développé des programmes sanitaires, qui prévoyaient entre autres l’organisation de marchés destinés à la vente d’herbes médicinales. Chez les populations Aborigènes d’Australie, les techniques pour préserver eau et ressources alimentaires, le micro-zonage destiné à réduire la pollution et les risques d’incendie, ainsi que les écrans pour protéger les individus contre les mouches étaient courants, et ce même dans les campements temporaires,.
Les civilisations byzantines, islamiques et celles d’Europe de l’Ouest, qui ont généralement adopté un système médical Hippocratique, Galénique ou Humoral, ont également mis en place des programmes préventifs,,,. Ceux-ci ont été développés sur la base d’une évaluation de la qualité des climats locaux, et en tenant compte de la topographie, de l’exposition au soleil et au vent, de la qualité et de l’accès à l’eau ainsi qu’à la nourriture disponible pour les Hommes et les animaux. Un grand nombre d’auteurs de manuels médicaux, militaires, d’architecture, ou d’ingénierie ont expliqué comment appliquer ces idées à des groupes d’origines différentes et dans des contextes variés,,. Les galénistes accordaient beaucoup d’attention à la prise en compte de cette variabilité car Galien considérait que la physiologie de l’individu était liée à l’environnement dans lequel il vivait, dont devait donc dépendre le régime préconisé,,.
Dans les sociétés préindustrielles complexes, un grand nombre d’acteurs pouvaient prendre l’initiative d’intervenir afin de réduire les risques sanitaires. Ainsi dans l’antiquité grecque et romaine, les généraux de l’armée se préoccupaient du bien-être de leurs soldats même lorsque ceux-ci n’étaient plus sur le champ de bataille, en dehors desquels mourraient pourtant la plupart des combattants avant le XXe siècle,. Dans les monastères chrétiens de l’Est de la Méditerranée, et de l’Europe de l’Ouest, les moines et moniales suivaient, au moins depuis le Ve siècle, des régimes alimentaires stricts mais équilibrés, spécifiquement développés pour allonger leur espérance de vie. Par ailleurs, les cours royales, princières et papales, qui étaient souvent mobiles, adaptaient également leur mode de vie aux sites dans lesquels elles s’installaient. Ceux-ci étaient parfois choisis en raison de leur caractère salubre et pouvaient faire l’objet d’aménagements.
En ville, la population était confrontée à de nombreux risques sanitaires bien identifiés, que citadins et gouvernants ont cherché à gérer en prenant des mesures au profit de l’ensemble de la communauté. Ce type d’interventions est le plus documenté pour les sociétés anciennes. Dans de nombreuses régions, l’entretien des infrastructures comme les routes, les canaux et les marchés, ainsi que les restrictions spatiales avaient explicitement pour but de protéger la santé des habitants et de combattre les menaces liées à la pollution, en présentant celle-ci comme le résultat de péchés, de l’intromission et de miasmes,,,,,,.
Les corporations de métiers étaient des acteurs importants de la gestion des déchets et tentaient de réduire les risques en encourageant leurs membres à l’honnêteté et au respect des règles de sécurité au travail. Les professionnels de santé, collaboraient avec les gouvernements municipaux afin de prédire et prévenir les problèmes, mais aussi afin d’identifier et d’isoler les individus potentiellement atteint de lèpre, une maladie moralement très connotée,. Les organisations de quartiers jouaient également un rôle dans la protection de la santé des habitants, en surveillant les sites à risques ainsi qu’en prenant des sanctions contre les artisans pollueurs et les propriétaires d’animaux négligents. Institutions religieuses, individus et organisations charitables en Islam tout comme dans la Chrétienté ont cherché à améliorer le bien-être physique et moral des individus en investissant dans des équipements urbains, tels que les puits, les fontaines, les écoles et les ponts, qu’utilisaient également les pèlerins,. Dans l’Europe de l’Ouest et l’empire byzantin, des processions religieuses étaient régulièrement organisées afin de protéger mais aussi éventuellement guérir la communauté tout entière.
Différentes communautés, et en particulier les communautés urbaines ont également pris des mesures pour prévenir les catastrophes telles que la guerre, les famines, les inondations ou les épidémies,,,. Pendant et après la peste noire (1346-53) par exemple, les habitants de l’Est de la Méditerranée et de l’Europe de l’Ouest ont puisé dans les théories et les protocoles médicaux existants des solutions (concernant la consommation de viande et les pratiques funéraires par exemple) qui leur ont permis de contenir le déclin massif de population,,,. De nouvelles solutions ont alors également été élaborées comme celle qui consistait à mettre en place des établissements de quarantaine ainsi que des comités consacrés aux questions de santé, dont certains sont devenus par la suite des conseils municipaux (et plus tard nationaux) permanents,.
Parmi les mesures alors prises pour protéger les villes et leurs alentours figurait l’instauration de passeports de santé pour les voyageurs, ainsi que le déploiement de gardes chargés de créer des cordons sanitaires pour protéger les habitants, et le recueil d’informations sur les taux de mortalité et de natalité,.
En 1485, la république de Venise établit une Cour permanente de superviseurs de la santé (it), consacrée particulièrement à la prévention d'épidémies en provenance de l'étranger. Initialement les trois surveillants sont nommés par le Sénat vénitien. En 1537, il est assumé par le Grand Conseil ; en 1556, il compte, au nom de la République, deux magistrats de plus consacrés au contrôle des efforts déployés par les superviseurs.
En Europe, l'organisation des soins est restée jusqu'au XIXe siècle très majoritairement dépendante d'initiatives privées et d'œuvres caritatives : le rôle des institutions religieuses a été longtemps prédominant, l'assistance aux malades étant considérée comme une œuvre de charité. Cependant, en Flandre par exemple, des mesures de salubrité sont prises par les magistrats (équivalent du maire) de différentes villes : l'Ordonnance de Bruges de 1464 impose le nettoyage des rues une ou deux fois par semaine. Et tous les jours dès 1632, ainsi que l'obligation de dégager les égouts, l'Ordonnance de Lille de 1470 demande que les immondices soient dégagées des chemins encerclant Lille (cette tâche sera prise en charge par la ville en 1668) et le magistrat de Bruges fait démolir des maisons pour cause d'insalubrité en 1485. En France, les cimetières étant source de miasmes et d'infection, Louis XVI prend un édit le 10 mars 1776 qui défend d'enterrer dans les églises et les chapelles.
Au XVIIe siècle, les États commencent à encadrer l'hygiène et, à la suite de l’épidémie de choléra qui a touché Londres en 1848, le Royaume-Uni crée le premier Ministère de la santé publique. Quelques décennies plus tard, à la suite de la pandémie de grippe espagnole de 1918, la Société des Nations décide de créer en 1922 son Comité d'hygiène, ancêtre de l'OMS.
Au cours du XXe siècle, l'environnement prend une importance croissante, qui se traduit par le développement de l'écotoxicologie et de l'écoépidémiologie, grâce d'abord au développement de la statistique.
Le développement de l'industrialisation est un second facteur qui tend à expliquer le développement de la santé publique : d'une part pour de simples critères de productivité des ouvriers (médecine du travail), d'autre part par crainte des émeutes avec la pression des syndicats. La Première et la Seconde Guerre mondiale contribueront au développement de la prise en charge médicale de masse et à la mise en place de politiques d'assistance sociale : c'est la naissance de la notion d'État-providence. Après la pandémie de grippe espagnole de 1918, la santé publique prend une dimension mondiale avec l'Organisation mondiale de la santé (OMS). L'éco-épidémiologie se développe pour mieux suivre les zoonoses transmissibles à l'homme, via notamment une collaboration avec l'organisation des Nations unies pour l'alimentation et l'agriculture plus connue sous le terme anglais de « Food and Agriculture Organization » (FAO) et de l'Organisation mondiale de la santé animale préalablement créée par l'arrangement international du 25 janvier 1924 sous le nom d'Office international des épizooties (OIE) sous l'égide de l'ONU. L’Europe tend à prendre plus en compte l'importance du domaine de la santé.

## «Nouvelle» et «ancienne» santé publique
Les définitions présentées ci-dessus donnent une vision qui fait d'emblée de la santé publique une entreprise multidisciplinaire complexe et centrée sur l'application. Cette vision se situe dans le paradigme de la « nouvelle santé publique ». La science et la pratique de la santé publique, qui souligne le rôle des systèmes sociaux, du partenariat multidisciplinaire et trans-sectoriel, de l’orientation positive de la santé, et pas simplement (comme l'« ancienne santé publique ») une orientation biologique où l’accent serait mis sur la prévention et le contrôle à partir d’une unique profession.
La nouvelle santé publique repose sur une meilleure compréhension de la façon dont les styles de vie et les conditions de vie (dont les facteurs sociologiques et environnementaux) déterminent la santé (« Déterminants sociaux de la santé »). L'importance d’autres secteurs en dehors du secteur de la santé et la nécessité de mobiliser les ressources et les appuis politiques sont également soulignées. Les problèmes sont définis dans un contexte plus global, conduisant à des préoccupations plus environnementales. Comme avec tout ce qui est labellisé « nouveau », cette expression a été introduite pour marquer une renaissance de la santé publique en contraste avec une tradition stéréotypée et une évolution. L’expression sera peut-être bientôt obsolète. On parle beaucoup aujourd'hui de promotion de la santé, mais cette dernière ne couvre pas tout le champ occupé autrefois par la santé publique : il faudrait y ajouter la prévention des accidents et des maladies, ainsi que les soins.
La santé publique contient six domaines actuels dont trois classiques. Les trois classiques et actuels d'une part :
- l'hygiène publique
- la lutte contre les maladies transmissibles
- la préoccupation d'autrui : administration sanitaire.

D'autre part, les trois derniers domaines actuels :
- l'épidémiologie
- la sociologie
- l'économie de la santé.

« Dans la littérature sur la promotion de la santé, on établit une distinction entre la santé publique et une nouvelle santé publique, afin de mettre l’accent sur des démarches nettement différentes à l’égard de la description et de l’analyse des déterminants de la santé, et des méthodes utilisées pour résoudre les problèmes de santé publique. ».

## Définitions
On peut rappeler la définition de Charles-Edward Winslow, publiée dans la revue Science en 1920, toujours pertinente :« La santé publique est la science et l’art de prévenir les maladies, de prolonger la vie et de promouvoir la santé physique et l’efficacité à travers les efforts coordonnés de la communauté pour l’assainissement de l’environnement, le contrôle des infections dans la population, l’éducation de l’individu aux principes de l’hygiène personnelle, l’organisation des services médicaux et infirmiers pour le diagnostic précoce et le traitement préventif des pathologies, le développement des dispositifs sociaux qui assureront à chacun un niveau de vie adéquat pour le maintien de la santé. » C-E Winslow poursuivait ainsi : « J'espère que, dans les années à venir, nos services de santé organiseront diverses formes de services sanitaires, médicaux, infirmiers et sociaux de manière à permettre à chaque citoyen de jouir de son droit inné à la santé et à la longévité ».
Partant de cette dernière définition, un comité de l’OMS a souligné en 1952 l'importance qu'il convenait d'attacher à l'éducation sanitaire individuelle et collective, mais il a surtout été frappé par l'élargissement des conceptions se rapportant à l'administration de la santé publique, cette évolution nécessitant l'intégration en un système unique de toutes les branches de l'action sanitaire : prophylaxie ou prévention, soins aux malades et réadaptation des convalescents. Depuis lors il est généralement admis que l'organisation des soins curatifs appartient également aux fonctions essentielles de la santé publique.

### Pour l'échelle mondiale
Les publications de l'OMS et diverses sources fournissent de nombreuses définitions des termes propres à la santé publique. Des glossaires ont aussi élaborés pour aider le lecteur peu familiarisé,,.

### En Europe
La commission européenne (DGV) a produit un glossaire multilingue de termes de santé publique et de promotion de la santé (élaboré et mis en ligne en 2003).

### France
Dans ce pays en 2015, le Projet de loi relatif à la santé (tel qu'adopté le 14 avril 2015) définit la politique française de santé comme construite autour des 9 points suivants :
1. « La surveillance et l’observation de l'état de santé de la population et l’identification de ses principaux déterminants, notamment ceux liés à l’éducation et aux conditions de vie et de travail. L’identification de ces risques s’appuie sur le concept d’exposome, entendu comme l’intégration de l’ensemble des expositions pour la vie entière. L’analyse des risques pour la santé de la population prend en compte l’ensemble de l’exposome, c’est-à-dire l’ensemble des facteurs non génétiques qui peuvent influencer la santé humaine »[66] ;
2. « La promotion de la santé dans tous les milieux de vie, notamment dans les établissements d'enseignement et sur le lieu de travail, la réduction des inégalités sociales et territoriales de santé et la réduction des risques pour la santé liés à des facteurs d'environnement et aux conditions de vie susceptibles de l'altérer »[66] ;
3. « La prévention collective et individuelle des maladies et de la douleur, des traumatismes et des pertes d'autonomie, notamment par la définition d’un parcours éducatif de santé de l’enfant, par l'éducation pour la santé tout au long de la vie et par le développement de la pratique régulière d’activités physiques et sportives à tous les âges » ; le législateur proposant en 2015 d'ajouter à ce paragraphe « L'animation nationale des actions conduites dans le cadre de la protection et de la promotion de la santé maternelle et infantile mentionnée à l’article L. 2111-1 »[66] ;
4. « L’organisation des parcours de santé. Ces parcours visent, par la coordination des acteurs sanitaires, sociaux et médico-sociaux, en lien avec les usagers, à garantir la continuité, l’accessibilité, la qualité, la sécurité et l’efficience de la prise en charge de la population »[66] ;
5. « La prise en charge collective et solidaire des conséquences financières et sociales de la maladie, de l’accident et du handicap par le système de protection sociale »[66] ;
6. « La préparation et la réponse aux alertes et aux crises sanitaires »[66] ;
7. « La production, l’utilisation et la diffusion des connaissances utiles à son élaboration et à sa mise en œuvre »[66] ;
8. « La promotion des activités de formation, de recherche et d’innovation dans le domaine de la santé », le législateur proposant en 2015 d'ajouter à ce paragraphe « l'adéquation entre la formation initiale des professionnels de santé et leurs exercices ultérieurs en responsabilité propre »[66] ;
9. « L’information de la population et sa participation, directe ou par l’intermédiaire d’associations, aux débats publics sur les questions de santé et de risques sanitaires et aux processus d’élaboration et de mise en œuvre de la politique de santé »[66].

La loi n° 2016-41 du 26 janvier 2016 de modernisation de notre système de santé, découlant du projet mentionné ci-dessus, définit quant à elle 11 domaines (venant se substituer aux 9 précédents) :
« 1° La surveillance et l'observation de l'état de santé de la population et l'identification de ses principaux déterminants, notamment ceux liés à l'éducation et aux conditions de vie et de travail. L'identification de ces déterminants s'appuie sur le concept d'exposome, entendu comme l'intégration sur la vie entière de l'ensemble des expositions qui peuvent influencer la santé humaine ;
« 2° La promotion de la santé dans tous les milieux de vie, notamment dans les établissements d'enseignement et sur le lieu de travail, et la réduction des risques pour la santé liés à l'alimentation, à des facteurs environnementaux et aux conditions de vie susceptibles de l'altérer ;
« 3° La prévention collective et individuelle, tout au long de la vie, des maladies et de la douleur, des traumatismes et des pertes d'autonomie, notamment par la définition d'un parcours éducatif de santé de l'enfant, par l'éducation pour la santé, par la lutte contre la sédentarité et par le développement de la pratique régulière d'activités physiques et sportives à tous les âges ;
« 4° L'animation nationale des actions conduites dans le cadre de la protection et de la promotion de la santé maternelle et infantile mentionnée à l'article L. 2111-1 ;
« 5° L'organisation des parcours de santé. Ces parcours visent, par la coordination des acteurs sanitaires, sociaux et médico-sociaux, en lien avec les usagers et les collectivités territoriales, à garantir la continuité, l'accessibilité, la qualité, la sécurité et l'efficience de la prise en charge de la population, en tenant compte des spécificités géographiques, démographiques et saisonnières de chaque territoire, afin de concourir à l'équité territoriale ;
« 6° La prise en charge collective et solidaire des conséquences financières et sociales de la maladie, de l'accident et du handicap par le système de protection sociale ;
« 7° La préparation et la réponse aux alertes et aux crises sanitaires ;
« 8° La production, l'utilisation et la diffusion des connaissances utiles à son élaboration et à sa mise en œuvre ;
« 9° La promotion des activités de formation, de recherche et d'innovation dans le domaine de la santé ;
« 10° L'adéquation entre la formation initiale des professionnels de santé et l'exercice ultérieur de leurs responsabilités ;
« 11° L'information de la population et sa participation, directe ou par l'intermédiaire d'associations, aux débats publics sur les questions de santé et sur les risques sanitaires et aux processus d'élaboration et de mise en œuvre de la politique de santé.

## Formations en France

### Spécialité médicale de santé publique
Depuis la loi de réforme du troisième cycle des études médicales du 23 décembre 1982, la santé publique est une spécialité médicale « à part entière » accessible comme toutes les autres via un diplôme d'études spécialisées (DES) de quatre ans. La maquette de formation du DES de santé publique précise que les objectifs généraux de cette formation sont « de former des médecins à une approche collective des problèmes de santé, capables d’apporter une expertise médicale aux questions posées en matière de santé des populations et de contribuer à l’argumentation des politiques sanitaires. Les médecins de santé publique utilisent leurs compétences diagnostiques et thérapeutiques dans une approche de prévention individuelle. »[cf. p260 de l'arrêté du 21 avril 2017, version pdf téléchargée]
La santé publique constitue l'axe principal de la section 46 du Conseil national des universités pour les disciplines de santé, dont l'intitulé est "Santé publique, environnement et société", comportant cinq sous-sections :
- Sous-section 46-01 : Epidémiologie, économie de la santé et prévention ;
- Sous-section 46-02 : Médecine et santé au travail ;
- Sous-section 46-03 : Médecine légale et droit de la santé ;
- Sous-section 46-04 : Biostatistiques, informatique médicale et technologies de communication ;
- Sous-section 46-05 : Médecine palliative[70].

### Formation continue des professionnels de santé
Les progrès de la biologie et des sciences en général, l'apparition de maladies émergentes, dont les maladies infectieuses émergentes, ainsi que l'évolution de la législation rendent nécessaire une formation continue (qui est en France une obligation légale, simplifiée en 2011 par 6 décrets. Depuis 2012, en outre, en application de la loi Hôpital, patients, santé et territoires (HPST, dite aussi loi Bachelot) de 2009 les médecins, chirurgiens-dentistes, sages-femmes et pharmaciens sont tenus de participer annuellement à un programme de formation continue. Un programme de « développement professionnel continu » (DPC) concerne aussi les auxiliaires médicaux, les aides-soignants, auxiliaires de puériculture, préparateurs en pharmacie et préparateurs en pharmacie hospitalière.
Les médecins ont aussi accès via diverses agences, universités, instituts, etc. par internet ou via les centres anti-poison à des bases de données plus complètes sur la médecine et la toxicologie (par exemple : avec Pubmed, Toxline/Toxnet ou Toxpro, un moteur de recherche d'informations bibliographiques toxicologiques retenant des bases de données d'accès gratuit) et certains pathogènes.

### Formations diplômantes en santé publique
La plupart des universités françaises et l'École des hautes études en santé publique (EHESP) proposent un Master en santé publique.
"Le Master Santé publique permet aux étudiant de se professionnaliser dans une discipline permettant d’améliorer l’état de santé d’une population et faisant appel à de nombreuses sciences : épidémiologie, démographie, sociologie, économie de la santé… Le Master mention Santé Publique propose de nombreux parcours extrêmement variés :
- Modélisation en pharmacologie clinique et épidémiologie (MPCE)
- Méthodes et outils d’évaluation des risques sanitaires liés à l’environnement (METEORES)
- Enfance, jeunesse : politiques et accompagnement
- Analyse et management des organisations de santé
- Éthique en santé
- Expertise et ingénierie des systèmes d'information en santé
- Épidémiologie, recherche clinique, évaluation